# Alex Bowen
Alexander Brant "Alex" Bowen, född 4 september 1993 i San Diego i Kalifornien, är en amerikansk vattenpolospelare som spelar i USA:s herrlandslag i vattenpolo. Han deltog i olympiska sommarspelen 2016 där USA slutade på tionde plats och i olympiska sommarspelen 2020 där USA slutade på sjätte plats.
Bowen studerade vid Stanford University och gjorde över 200 mål för vattenpololaget av Stanford Cardinal. Han har tagit guld vid panamerikanska spelen 2015, 2019 och 2023.